# Dieffler Pietà

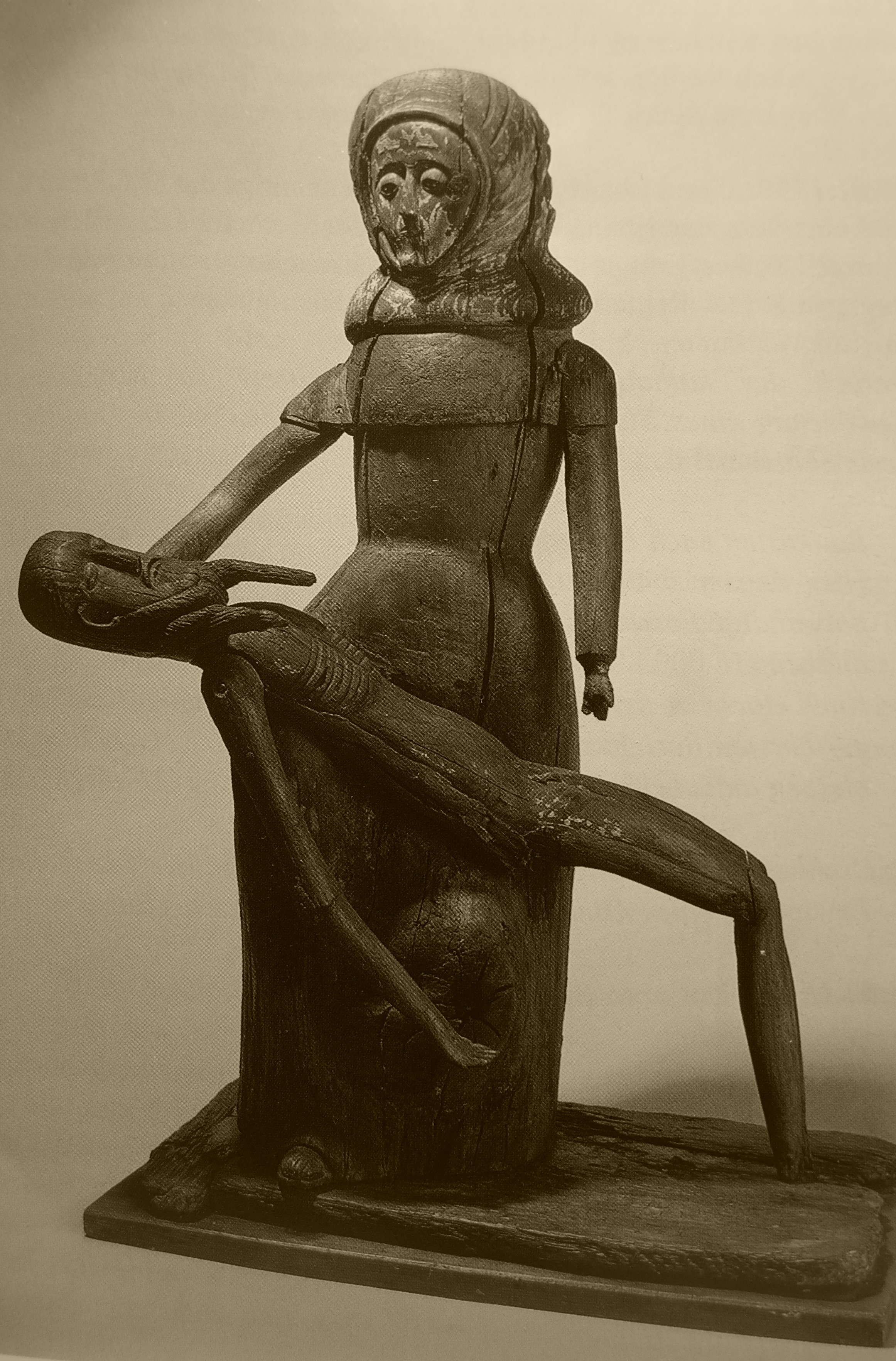
Dieffler Pietà, Saarlandmuseum, Alte Sammlung, Depot, Maße 78 × 56 × 30 cm, Inventar-Nr. KII-63

Die Dieffler Pietà ist eine Darstellung Marias als Mater Dolorosa (Schmerzensmutter) mit dem Leichnam des vom Kreuz abgenommenen Jesus Christus auf ihrem Schoß. Die in Eichenholz gearbeitete Andachtsgruppe (Maße 78 × 56 × 30 cm) des bäuerlichen Kulturschaffens wird kunsthistorisch in den Zeitraum zwischen dem 16. Jahrhundert und der Mitte des 18. Jahrhunderts datiert. Die Dieffler Pietà, die ursprünglich in der ehemaligen Wendelinus-Kapelle in Diefflen aufgestellt war, ist seit dem Jahr 1926 im Besitz des Saarlandmuseums (Alte Sammlung) in Saarbrücken.

## Geschichte
Die Dieffler Pietà stand ursprünglich, zusammen mit einer ebenfalls aus Holz gefertigten barocken Wendalinus-Statue (Eiche, 70 cm hoch, heute im Pfarrhaus Diefflen), in der im Jahr 1905 abgerissenen Dieffler Wendalinus-Kapelle am „Kirchenweg“ nach Nalbach (heute Nalbacher Straße). Im Jahr 1926 gelangte die Pietà nach Saarbrücken, wo sie heute, für Besucher unzugänglich, in der Alten Sammlung des Saarland-Museums aufbewahrt wird. Aufgrund der Rohheit des Körpers der Skulptur darf ein Gebrauch als Ankleidefigur ähnlich wie beim Gnadenbild „Unsere liebe Frau von Todtmoos“ vermutet werden.
Der frömmigkeitsgeschichtliche Ursprung der Dieffler Pietà ist – wie bei ähnlichen Darstellungen in katholischen Kirchen und Kapellen – in der verstärkten emotionalen Hinwendung zum Leiden Christi am Kreuz und zum Mitleiden seiner Mutter mit ihrem Sohn zu sehen. Die Pietà-Szene bildet dabei die vorletzte Station der Kreuzwegandacht. Sie ist Hauptinhalt des Gebetes zum Gedächtnis der Schmerzen Mariens. Die kunsthistorische Bezeichnung Pietà entstammt der italienischen Sprache und bedeutet „Frömmigkeit“ bzw. „Mitleid“ unter Bezugnahme auf den lateinischen Ehrentitel Marias domina nostra de pietate (dt. „unsere Herrin vom Mitleid“). Die Darstellungsform Jesu wird auch „Vesperbild“ genannt. Diese Bezeichnung beruht auf der Vorstellung, dass nach der Kreuzabnahme Maria den Leichnam ihres Sohnes am Karfreitag ungefähr zur Zeit des Abendgebets, der Vesper, entgegennahm.

## Beschreibung und kunsthistorische Einordnung
Hermann Keuth, der Volkskundler und Leiter des damaligen Heimatmuseums Saarbrücken, beschreibt im Jahr 1927 in der Sprache seiner Zeit die Dieffler Pietà in der Zeitschrift „Unsere Saar“ folgendermaßen:

„Niemand kann sagen, wann die Schmerzensmutter mit dem Leichnam Christi geschaffen wurde. Kein Stilmerkmal gibt die Möglichkeit einer Bestimmung. Uralt erscheint sie, primitiv wie erster Anfang. Doch mutet der ganze Aufbau geschlossen an. Das Bildwerk ist kein Stammeln, es ist ganzer Wille. Ein roher, eingedrückter Holzstamm ist der Unterkörper der Maria, schwer und plump, dann durch das Messer geglättet. Starr baut sich auf ihn der Oberkörper mit der steifen Pelerine, aus ihr hervorschauend der geradeaus gerichtete Kopf mit den Augenlöchern, in denen früher schwarze Jettknöpfe glänzten. Gespensterhaft liegt der Heuschreckenkörper Christi über dem Schoß. Seltsam ist das Haupt von steifem Backenbart eingerahmt, in ihm eingeritzt die Parallelen der Haare. Unfaßbar fremd ist das ganze Bildwerk, das zu den größten Schätzen des Museums zählt.“

Der Kunsthistoriker Bernd Loch erklärt Keuths Wertschätzung der Dieffler Pietà mit der damaligen Erfahrung des Expressionismus zu Beginn des 20. Jahrhunderts mit dessen Rückgriffen auf die Kunst der Naturvölker und zieht Parallelen zu den Holzschnitten von Karl Schmidt-Rottluff. Darüber hinaus schreibt er im Jahr 2004 zur Dieffler Pietà:

„Dem Schnitzer war die Ikonographie des Vesperbildes wohlvertraut: Der tote Christus mit angewinkelten Beinen liegt im Schoß der Mutter. Maria, mit wenigen wuchtigen Schlägen aus dem Holz heraus gehauen, blickt starr in eine unbekannte Richtung. Das flächige Gesicht, aus dem die Nase spitz heraustritt, ragt frontal aus der Kapuze hervor. Zum Sohn besteht kein Blickkontakt. Der linke Arm weist fast vertikal bewegungslos nach unten, der andere Arm, schwach angewinkelt, führt in Richtung Christuskopf. Die winzigen, kaum ausgearbeiteten Hände sind viel zu klein, um einen Körper zu tragen. Ihr fast schon voluminöser, extrem hoher Oberkörper kontrastiert zum ausgemergelten Körper ihres Sohnes. Der langgestreckte, dürre Körper Christi, kaum aufgerichtet, in seiner Nacktheit bloßgestellt, zeigt fast keine Bearbeitungsspuren. Lediglich die Rippen wurden mit gratigen parallelen Schlägen ausgeführt. Der dem Oval angenäherte Kopf mit geschlossenen Augen, spitzer Nase und segmentbogenförmigem Mund lässt die Haare auf beiden Seiten herabfallen. Das gliederpuppenhafte Abknicken der spindeldünnen Beine verrät keine Bewegung, sondern lässt die Starre nur noch intensiver werden. Ein einfaches rechteckiges, stumpfes Brett, an dessen Schmalseite ein weiteres kleines Brett angenagelt ist, dient als Plinthe. Rote Farbreste am Mariengewand lassen auf eine teilweise Polychromierung schließen.
Die Blockhaftigkeit der Gestaltung und der fast lineare Schematismus, ausgedrückt in den Körperhaltungen und der Richtung der Gliedmaßen, führen zu einer Unnahbarkeit, Fremdheit, ja fast Ablehnung. Andererseits geht von Maria, die aus dem Holzstamm gleichsam heraus wächst, und Christus, dessen Körperlichkeit quasi entblättert und aufgehoben wird, eine geheimnisvolle Präsenz aus, die wiederum eine Anziehungskraft auf den Betrachter ausübt. (...) Eine stilistische und zeitliche Einordnung ist kaum möglich. Das Werk darf nicht mit kunsthistorischen Maßstäben bewertet werden. Seine Bedeutung erhält es im Kontext einer bäuerlichen Volkskunst. Das Bildwerk ist in eine einfache, unmissverständliche, ungekünstelte Sprache zurück versetzt, deren Kraft aus klaren Linienzügen besteht.“

## Stilvergleich mit der Eiweiler Josefsskulptur
Die Skulptur der Dieffler Pietà weist große Gestaltungsähnlichkeiten zur Figur des heiligen Josef aus der Vogelsbornkapelle in Eiweiler bei Heusweiler auf. Der Kopf des Nährvaters Jesu ist oval in die Länge gezogen. Er ist nur mit kurzem, angedeutetem Haarwuchs bedeckt, Bart und Hals scheinen identisch zu sein. Die Gesichtspartie ist in völliger Achsensymmetrie gearbeitet, wobei ein spitzer Nasenrücken die Mittelachse bildet. Die Augen blicken vollkommen starr nach vorne. Das bis zum Sockel reichende Gewand, unter dem die nackten Füße herausschauen, zeigt eine Nebeneinanderreihung von Faltenrücken- und tälern. Während der rechte Arm Josefs schlaff herunterhängt, sitzt auf dem angewinkelten linken in unbeweglicher Haltung das Jesuskind. Es hält eine Weltkugel in der Linken und segnet den Betrachter mit seiner rechten Hand. Die Handhaltung kann auch als Zeigegestus in Richtung des heiligen Josef gedeutet werden. Wie bei der Dieffler Pietà ist auch bei der Eiweiler Josefsstatue schwierig, eine kunsthistorische Einordnung zu tätigen. Da der Darstellungstyp des heiligen Josefs mit dem Jesuskind erst in der Barockzeit vermehrt auftaucht, scheint eine Datierung in die Zeit seit dem 18. Jahrhundert wahrscheinlich. Hermann Keuth schreibt in Bezug auf die Josefsfigur:

„Sehr nahe mit ihr (gemeint ist die Dieffler Pietà) ist die Josefsstatue verwandt, aus einem dicken Brett geschnitzt, nur eine Bewegung, die Senkrechte kennend, die durch die Last des Christuskindes nicht um einen Millimeter verschoben wird, noch Betonung findet in den lotrechten Faltungen des Rockes. Auch bei ihr starren Jetknöpfe als Augen; die Haarbehandlung ist dieselbe. Zeitlos ist auch sie, unpersönlich wie ein ostasiatisches Götterbild. Man sucht für die beiden Bildwerke Verwandtes, findet es im plastischen Gestalten primitiver Völker. Bei der Josephfigur wird man an einen Lebkuchen – oder Teigmann erinnert. Diese Gleichheit ist aber nur äußerlich. Sie liegt in dem Primitiven der Form. Todernst war dem Künstler sein Werk. Tiefe Gläubigkeit, weltferne Einsamkeit liegt in ihm, die Lächerlichkeit der Formgebung vergessen machend.“

Falls die beiden Skulpturen – die Dieffler Pietà und die Eiweiler Josefsstatue – tatsächlich von derselben Schnitzerhand stammen würden, müsste man das Dieffler Vesperbild ebenfalls später datieren.